# Dhíkastron
Dhíkastron (Dikastro) är en ort i Grekland.   Den ligger i prefekturen Fthiotis och regionen Grekiska fastlandet, i den centrala delen av landet, 190 km nordväst om huvudstaden Aten. Dhíkastron ligger 938 meter över havet och antalet invånare är 283.
Terrängen runt Dhíkastron är huvudsakligen kuperad, men åt sydväst är den bergig. Runt Dhíkastron är det glesbefolkat, med 13 invånare per kvadratkilometer. Närmaste större samhälle är Karpenísi, 16,1 km sydväst om Dhíkastron. I omgivningarna runt Dhíkastron växer i huvudsak blandskog.